# Cerbaris curvisclera
Cerbaris curvisclera är en svampdjursart som först beskrevs av Claude Lévi och Jean Vacelet 1958.  Cerbaris curvisclera ingår i släktet Cerbaris och familjen Bubaridae. Inga underarter finns listade i Catalogue of Life.